# Белорус (газета)
Белорус (бел. Biełarus / Беларус) — еженедельная общественно-политическая, литературно-художественная и религиозно-просветительская католическая газета национально-демократического направления. Издавалась с 13 (26).01.1913 по 30.07 (12.08) 1915 года в Вильно на белорусском языке, печаталась латиницей. Была рассчитана преимущественно на католическую часть белорусских крестьян и интеллигенции.
Эпиграф ко всем номерам газеты — слова из Евангелия: «Жаль мне народа, что … нечего ему есть» (Марк, 8, 2).

## Описание
Газета имела отделы и рубрики: редакционные статьи; стихи, повести, рассказы и очерки, католический календарь; крестьянское хозяйство; краёвая церковная и зарубежная хроника; корреспонденция, «всячина» (афоризмы, загадки, необычные происшествия и др.). Печатала статьи на экономические, политические и сельскохозяйственные темы, проповеди священников на темы морали и педагогики, жития святых, молитвы. В программной статье редакция объявила, что «будет всегда стоять на грунте христианско-католическом, защищая христианское дело, уважая другие народности и верования». Газета агитировала белорусов к развитию национального сознания, поощряла применение белорусского языка в богослужениях.
Редакция газеты ориентировалась на социальную гармонию и сельский, крестьянский образ жизни, не принимала классовую борьбу и социалистические идеи. Изредка публиковала критические материалы в отношении существующего политического строя. Выступала за эволюционный путь развития общества, постепенное решение основных социальных проблем через просветительство на родном языке, использование прогрессивных методов хозяйствования (добровольная кооперация, фермерское хозяйство). Предостерегала крестьян от выезда за пределы Беларуси, показывала трагическое положение эмигрантов.
В газете печатали литературные произведения Алесь Гарун (под псевдонимом А. Сумны), Альберт Павлович, Андрей Зязюля, Гальяш Левчик, Казимир Свояк и др. Газета публиковала народные сказки, песни, сказания, этнографические очерки, описания народных игр, обратила внимание на связь белорусского фольклора и традиционных обрядов с христианскими образами и молитвами. Приветствуя лучшие стороны народного характера белорусов, отмечала и его робость, пассивность, консерватизм привычек.
Для опубликованных в газете материалов характерен мотив пробуждения белорусов, идея национального единства православных и католиков, критика русификаторских и полонизационных тенденций. Опубликовала цикл очерков Р. Кляновича по истории и культуре Беларуси (с 6 по 27 февраля 1914 года), согласно которым смысл национальной истории заключается в раскрытии творческих сил народа, его социальной и духовной самобытности.
В Первую мировую войну газета занимала умеренно патриотическую позицию, подчеркивала усилия властей, направленные на обеспечение безопасности населения, призывала помогать солдатским семьям.
Редакторы-издатели: Антон Бычковский, Болеслав Пачопка (с № 5 по 1914 год). Финансовую поддержку еженедельнику оказывала княгиня Магдалена Радзивилл.